# Ponta Tei
Ponta Tei ist ein Kap im äußersten Osten der Insel Timor, im osttimoresischen Verwaltungsamt Tutuala (Gemeinde Lautém). Es befindet sich im Norden des Sucos Mehara an der Straße von Wetar. Etwas weiter westlich liegt mit dem Ponta Aimoco Meno der nördlichste Punkt des Sucos.